# Contra 4
Contra 4 est un jeu vidéo d'action de type shoot them up développé par Wayforward Technologies et édité par Konami. Annoncé à l'E3 2007, le jeu est disponible en fin d'année 2007 aux États-Unis sur Nintendo DS.
Afin de marquer les vingt ans de la série, en plus d'incorporer un épisode totalement nouveau, cette cartouche de jeu comprend aussi les deux premiers épisodes (à débloquer), Contra et Super Contra paru sur NES, plus connu en Europe sous les noms Probotector et Probotector II.